# Scutiger chintingensis
Espèce
Statut de conservation UICN

 EN A2ac; B2ab(iii,v) : En danger
Scutiger chintingensis est une espèce d'amphibiens de la famille des Megophryidae.

## Répartition
Cette espèce est endémique de la province du Sichuan en République populaire de Chine. Elle se rencontre entre 2 700 et 3 400 m d'altitude dans les xians de Emeishan, de Hongya et de Wenchuan,.

## Étymologie
Son nom d'espèce, composé de chinting et du suffixe latin -ensis, « qui vit dans, qui habite », lui a été donné en référence au lieu de sa découverte, Chinting, désormais appelée Jinding.

## Publication originale
- Liu & Hu, 1960 : New Scutigers from China with a discussion about the genus. Scientia Sinica, Beijing, vol. 9, p. 760-779.